# 常平仓
常平倉，中國古代官辦的糧倉，用以平抑糧價與賑災。
常平倉的構想源於春秋時代，到漢代付諸實行:222。漢宣帝時，耿壽昌建議在邊郡建造糧倉，穀賤時用較高價錢買入糧食，穀貴時減價賣出，稱為常平倉。漢以後歷代在「調節糧價，備荒賑恤」的名義下，常設這種糧倉:532。北宋年間，常平倉的主要目的，從軍用糧餉轉向了賑濟飢荒，常平倉的設立也推廣到縣一級。明朝沒有建立全國性的常平倉系統，清朝則在康熙帝時開始建立全國性糧倉系統，遍及1300多個縣。常平倉大多在縣城中設立，由知縣直接管理，主要功能包括賑災、平穩物價，以及在歉收的年份借出種子和口糧:222。